# Thomas Weisfeldt
Thomas Weisfeldt (geboren 1670 oder 1671 in Kristiania (Oslo); gestorben am 18. April 1721 in Breslau, Fürstentum Breslau) war ein aus Norwegen stammender Bildschnitzer, dessen Werk hauptsächlich mit Schlesien in Verbindung gebracht wird. 

## Tätigkeit
Thomas Weisfeldt gilt als der wichtigste Bildhauer des schlesischen barocken Expressionismus. Er arbeitete vor allem in Breslau und im Kloster Heinrichau, einer Zisterzienserabtei in Heinrichau.
Außerdem schuf er die Vierzehn-Nothelfer-Figuren für das Kloster Kamenz sowie Gestalten am Hochaltar der Pfarrkirche in Hirschberg und in der „Barmherzigen Brüderkirche“ sowie in der Kreuzkirche in Breslau. Den Angaben von Klaus Ullmann zufolge stehen die „ekstatischen Schöpfungen dieses eigenwilligen Bildhauers […] zwischen Gotik und Rokoko und stellen mit ihrer Beseeltheit des Ausdrucks einen Höhepunkt der barocken Bildkunst in Schlesien dar.“

## Werke (Auswahl)
- Vierzehn-Nothelfer-Figuren in der Klosterkirche von Kamenz
- Hochaltar der Pfarrkirche in Hirschberg (Figuren)
- „Barmherzige Brüderkirche“ in Breslau (Figuren)
- Kreuzkirche in Breslau (Figuren)